# Tour du Nord
Das Straßenradrennen Tour du Nord war ein französischer Radsportwettbewerb, der als Etappenrennen für Berufsfahrer veranstaltet wurde.

## Geschichte
Die Tour du Nord wurde 1933 begründet und fand bis 1973 in der ehemaligen Region Nord-Pas-de-Calais in der Nähe der Stadt Lille statt. Das Rennen hatte 23 Ausgaben, davon wurden 14 von belgischen Fahrern gewonnen. Es fand in der Regel über 4 bis 5 Etappen statt.

## Sieger
- 1933  Henri Flament
- 1934  Achiel Dermaux
- 1935  Georges Christiaens
- 1936  Albertin Dissaux
- 1937  Michel Hermie
- 1938  Julien Legrand
- 1939  Jérôme Dufromont
- 1940–1951 nicht ausgetragen
- 1952  Emmanuel Thoma
- 1953  Albert Platel
- 1954  André Rosseel
- 1955–1957 nicht ausgetragen
- 1958  Willy Truye
- 1959 nicht ausgetragen
- 1960  Willy Truye
- 1961  Martin van der Borgh
- 1962  André Messelis
- 1963  Jan Nolmans
- 1964  Jos Huysmans
- 1965  Willy Van den Eynde
- 1966  Roger Milliot
- 1967 nicht ausgetragen
- 1968  Harry Steevens
- 1969  René Pijnen
- 1970  Raf Hooyberghs
- 1971  nicht ausgetragen
- 1972  Sylvain Vasseur
- 1973  Michel Roques